# Fejzulah Hadžibajrić
Šejh mesnevihân Fejzulah ef. Hadžibajrić (Sarajevo, 13. siječnja 1913. – Sarajevo, 21. travnja 1990.), bosanskohercegovački je teolog bošnjačkog podrijetla, šejh kadirijskog, rifaijskog, nakšibendijskog, mevlevijskog, bedevijskog i šazilijskog tarikata, znanstvenik, prevoditelj i orijentalist, prvi po redu šejh-ul-mešaih. 

## Životopis
Fejzulah Hadžibajrić rođen je u Sarajevu, 1913. godine. Djetinjstvo je proveo u dijelu grada pod nazivom Hrid, a potom se preselio ispod područja poznatog kao Alifakovac, u ulicu Toplik. Rano je ostao bez oca pa je radio je u obiteljskoj aščinici kako bi poogao obitelji. Završio je mekteb i osnovnu školu, a potom upisao Srednju građevinsku školu u Sarajevu, koju poslije tri godine napušta, upisuje i završava Gazi Husrev-begovu medresu (1933.). Od 1933. do smrti bio je imam u sarajevskim džamijama, do 1943. bio je predavač u Gazi Husrev-begovoj medresi, od 1947. prvi hafiz kutub u Gazi Husrev-begovoj knjižnici. Završava Višu islamsku šerijatsko-teološku školu u Sarajevu, a potom i studij orijentalistike na Filozofskom fakultetu Sveučilišta u Sarajevu (1955.). Od 1953. knjižničar je na Veterinarskom fakultetu Sveučilišta u Sarajevu, pa viši knjižničar na Odsjeku za povijest Filozofskog fakulteta u Sveučilišta u Sarajevu (1954. – 1972.). U mirovinu je otišao 1972. godine.
Derviška znanja Fejzulah ef. Hadžibajrić stekao je kod svoga šejha Selima Samija Jašara iz Vučitrna (Kosovo), koji ga 1939.,  prima u kaderijski tarikat (red). Šejh kadirijskog tarikata Hadžibajrić postao je 1965. u Istanbulu u Ajni Ali-babinoj tekiji na Kasumpaši od šejha Muhjiddina Ensarije i u Bagdadu 1969. od pročelnika kadirijske centrale šejha Jusufa Gejlanija s diplomom. Počasno je primio rifaijski, nakšibendijski, mevlevijski, bedevijski, i šazilijski tarikat od šejhova ovih tarikata u Istanbulu, Konyi, Meki i Tauti. Hadžibajrić je bio aktivan i u osnivanju Tarikatskog centra u Bosni i Hercegovini, a kada je isti osnovan 1977. godine izabran je za njegovog prvog šejh-ul-mešaiha (predstavnika). Tu dužnost obavljao je do smrti 1990. godine. Dužnost šejha Hadži Sinanove tekije u Sarajevu obavljao je od 1978. pa do smrti 1990. godine.
Objavio je veći broj radova u velikom broju izdanja. Prevodio je s turskog, perzijskog i arapskog jezika. Prvi i Drugi svezak njegovog prijevoda Mesnevije štampani su kao prva izdanja prijevoda Mesnevije na hrvatskom jeziku. S prevođenjem i kazivanjem Mesnevije došao je do Trećeg sveska. U posljednjih 100 godina, bio je jedan od pet mesnevihâna u Sarajevu. Prije njega Mesneviju su samo tumačili Mehmed Džemaluddin ef. Čaušević (od 1911. do 1928.) i Mujaga ef. Merhemić (od 1942. do 1959.), a poslije njega hfz. Halid ef. Hadžimulić (od 1988. do 2011.) i hfz. Mehmed ef. Karahodžić (od 2011.). Šejh Fejzulah ef. Hadžibajrić je Mesneviju tumačio od 1965. do 1988. godine.
Umro je u Sarajevu, 21. travnja 1990. godine.

## Djela

### Autor
- Ilmihal (Sarajevo, 1964.)
- Hadž Mujaga Merhemić: život i rad (Sarajevo, 1959.)
- Miradžija (Sarajevo, 1969.)

### Prijevodi
- Mesnevija, Prvi svezak (Sarajevo, 1985.)
- Mesnevija, Drugi svezak (Sarajevo, 1985.)

### O Hadžibajriću
- Tesavvuf Bosne u vidicima Fejzulaha Hadžibajrića: Vjerski i kulturni razvoj bosanskih muslimana u prvoj polovini XX st. (Sarajevo, 2014) – Samir Beglerović
- Fejzulah Hadžibajrić - Organizacija tarikata i obljesci tesavvufske misli u BiH (Tešanj, 2020) – Ašk Gaši

## Vanjske poveznice
- Fejzulah Hadžibajrić: Bio je svjetiljka  Arhivirana inačica izvorne stranice od 8. prosinca 2021. (Wayback Machine)